# Catacroptera fuscata
Catacroptera fuscata är en fjärilsart som beskrevs av Rothschild och Jordan 1903. Catacroptera fuscata ingår i släktet Catacroptera och familjen praktfjärilar. Inga underarter finns listade i Catalogue of Life.